# María del Carmen (opera)

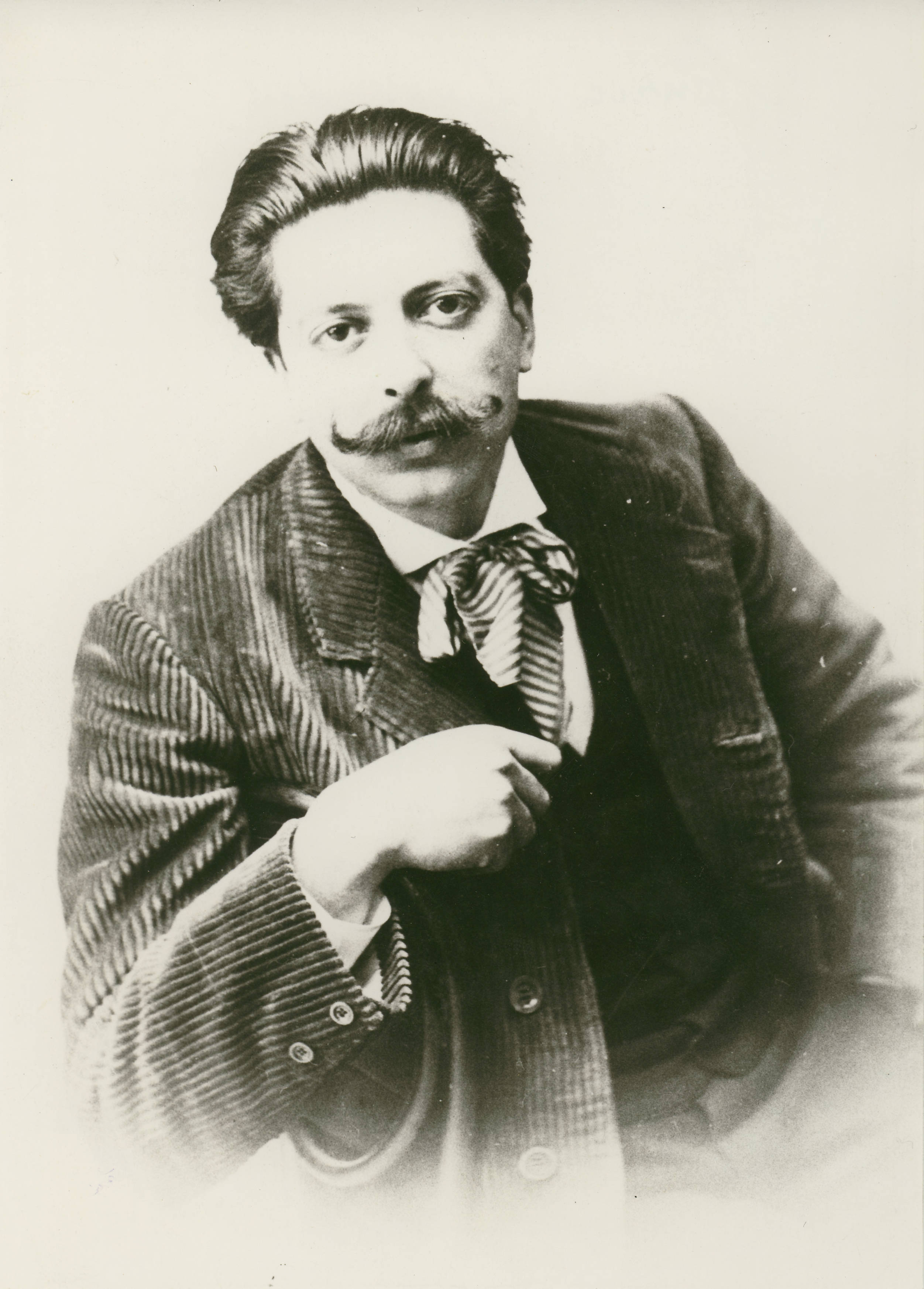
Enrique Granados 1900

María del Carmen är en opera i tre akter med musik Enrique Granados och libretto av José Feliú y Codina efter hans pjäs med samma namn från 1896. Det var Granadoss först operasuccé och trots att den är så gott som bortglömd idag ansåg han själv att det var hans bästa opera. I slutet av operans speltid i Madrid utnämndes Granados till riddare av Karl III:s orden av drottning Maria Cristina som ett erkännande för sitt verk. Operan, ibland beskriven som en spansk version av Pietro Mascagnis Cavalleria rusticana med ett lyckligt slut, utspelas i en by i den spanska regionen Murcia han rör sig kring ett triangeldrama mellan María (sopran) och hennes två friare, bonden Pencho (baryton) och dennes rike rival Javier (tenor).

## Historia
En kritiker i tidningen Diario de Barcelona mindes att efter premiären 1896 på Feliú y Codinas pjäs María del Carmen, hörde han en annan kritiker säga till författaren: "För Guds skull tillåt aldrig någon tonsättning av texten." Hursomhelst, Feliú y Codina, som även hade skrivit librettot till en zarzuela av Granados, Los Ovillejos, gick med på att omarbeta pjäsen till Granados opera. Resultatet blev en avsevärt förkortad version av originaltexten samt en förenkling av handlingen. Den innehöll tillägg såsom den stora byprocessionen i akt I och ett dansnummer under fiestean i akt II. Granados och Feliú y Codina lade ner stor möda på att göra librettot "autentiskt" och de reste till Murcia för att iaktta regionens landskap, kultur, sånger och dialekt. Kompositören Amadeo Vives var behjälplig i att försäkra verkets framförande i Madrid. Under orkesterrepetitionerna assisterades Granados av Pablo Casals, som även dirigerade ett privat uppförande av operan på Teatro Principal i Madrid före dess officiella premiär.
Partituret till María del Carmen gjorde en dramatisk resa. Granados hade med sig originalmanuskriptet i sitt bagage när han drunknade 1916 då båten han for med torpederades av en tysk ubåt. Bagaget och partituret återfanns senare i båtvraket. 1939 försökte Granados son Victor få partituret publicerat hos Nat Shilkret och dennes son Arthur. Men protester från övriga familjemedlemmar hindrade detta. I december 2009 överfördes det kompletta originalpartituret till Special Collections i biblioteket vid University of California, Riverside.
Enligt Walter Aaron Clarks artikel i Enrique Granados: Poet of the Piano var de enda tillgängliga kopiorna av partituret troligen revideringar gjorda av Granados son Eduardo.

## Uppförandehistorik
María del Carmen hade premiär på Teatro de Parish i Madrid den 12 november 1898 dirigerad av kompositören. Den fick ett modest mottagande och publik och kritiker och spelades till den 9 januari 1900. Feliú y Codina var inte där för att dela Granados framgång. Han hade dött året innan vid 52 års ålder. María del Carmen hade sedan premiär i Barcelona den 31 maj 1899 på Teatro Tivoli. Vid det tillfället blev mottagandet betydligt mer hjärtligt än i Madrid.
Den katalanska befrielserörelsen var på frammarsch liksom Renaixençarörelsen i sina strävanden att återuppliva det katalanska språket och kulturen. Delar av publiken upprördes över att en opera av en katalansk kompositör och en katalanska librettist inte utspelades i Katalonien och dessutom inte innehöll någon katalansk musik eller teman. En samtida kritiker antydde att den enda applåden kom från en inhyrd klack.  Efter de första 11 föreställningarna på Teatro Tivoli framfördes operan i  Valencia 1899 sporadiskt i Madrid mellan maj 1899 och januari 1900. Den sjönk sedan ned i glömska, frånsett en nypremiär 1935 på Barcelonas Gran Teatre del Liceu dirigerad av Joan Lamote de Grignonp och med den berömda sopranen Conchita Badía i titelrollen, samt ytterligare några föreställningar i Spanien på 1960-talet.
40 år senare förberedde den spanske dirigenten Max Bragado-Darman en ny källkritisk utgåva av partituret och delar av verket framfördes i Murcia vid en konsert på Teatro Circo de Orihuela den 23 mars 2002 under Festival Internacional de Orquestas de Jóvenes. 2003 användes utgåvan för en fullt iscensatt föreställning på Irland vid Wexford Opera Festival. Denna uppsättning, med premiär den 23 oktober 2003 på Theatre Royal, Wexford utgjorde den första och (hittills) enda fullt iscensatta föreställningen av María del Carmen utanför Spanien. Uppsättningen i Wexford dirigerades av Max Bragado-Darman i regi av Sergio Vela och med Diana Veronese i titelrollen. Den senaste föreställningen, dock konsertant utförd, ägde rum på Gran Teatre del Liceu den 19 februari 2006. Dirigent var Josep Caballé-Domènech och Ana María Sánchez i titelrollen.

## Personer
| Roller                                                   | Stämma      | Premiärbesättning 12 november 1898 (Dirigent: Enrique Granados) |
| -------------------------------------------------------- | ----------- | --------------------------------------------------------------- |
| María del Carmen                                         | sopran      |                                                                 |
| Pencho, en bonddräng, förälskad i María                  | baryton     |                                                                 |
| Javier, en rik man, också förälskad i María              | tenor       |                                                                 |
| Concepción                                               | mezzosopran |                                                                 |
| Fuensanta                                                | sopran      |                                                                 |
| Domingo, Javiers fader                                   | basbaryton  |                                                                 |
| Don Fulgencio, bydoktorn                                 | tenor       |                                                                 |
| Pepuso, en gammal bybo                                   | baryton     |                                                                 |
| Migalo                                                   | bas         |                                                                 |
| Antón                                                    | tenor       |                                                                 |
| Roque                                                    | baryton     |                                                                 |
| Andrés                                                   | tenor       |                                                                 |
| Un cantaor huertano (en bysångare, sjungen bakom scenen) | tenor       |                                                                 |

## Handling
Tid: sent 1800-tal
Plats: en lantlig by i Murcia

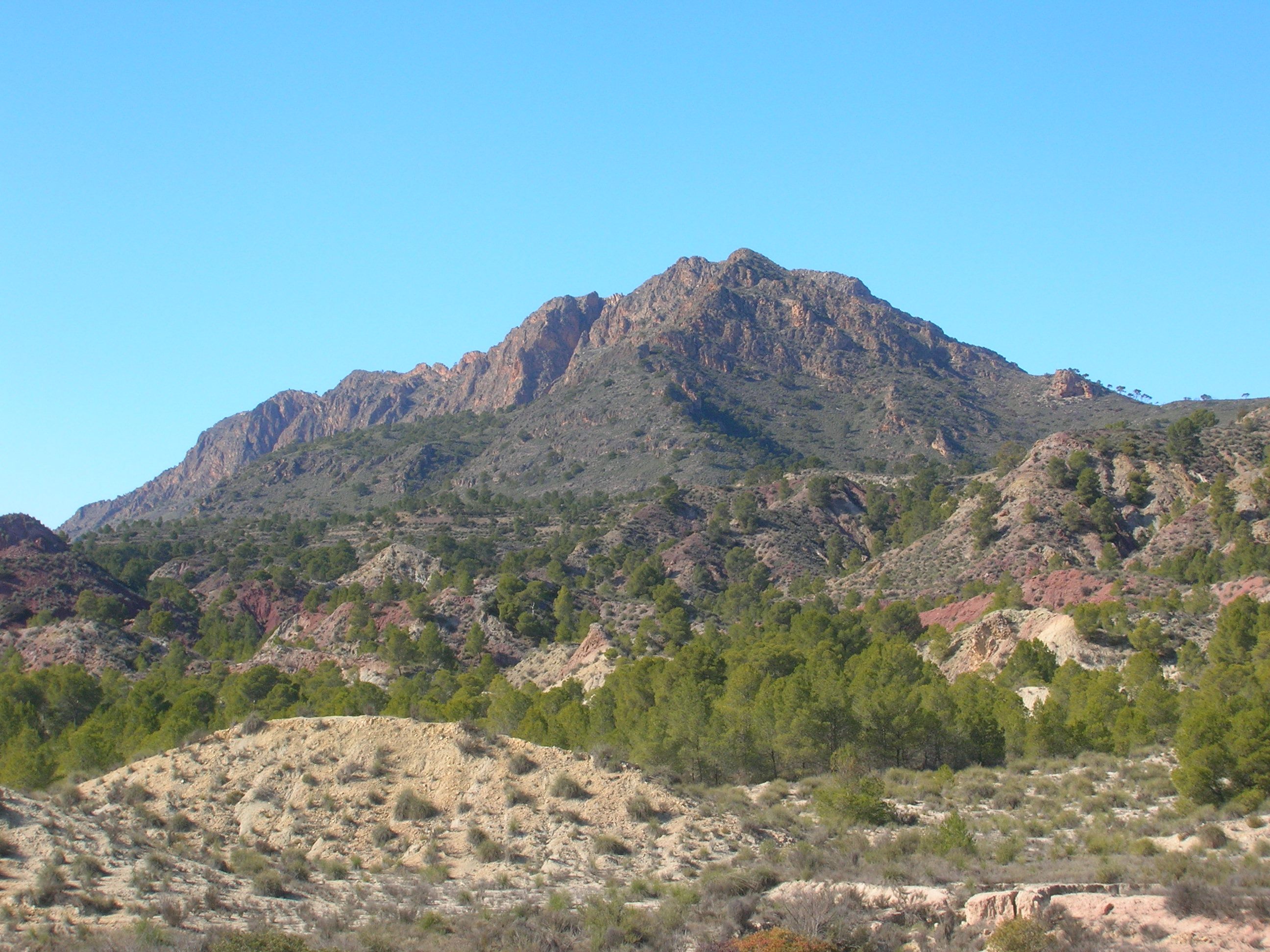
Det lantliga landskapet i Murcia, skådeplats för María del Carmen

Bonddrängen Pencho och María är kära i varandra. Pencho har sårat den rike Javier i en strid över vattenrättigheter och flytt till Algeriet. För att rädda Penchos liv när han återvänder har Maria vårdat Javiers sår. Javier upptäcker att även han är kär i María. Operan börjar med att Pencho återkommer till byn. Tills hans förskräckelse berättar María att hon har gått med på Javiers frieri för att rädda honom från straff. Pencho vägrar acceptera ett sådan offer. Under en byfiesta uppstår bråk mellan Pencho och Javier och de två beslutar sig för att duellera.
Medan duellen närmar sig oroar sig María. Emedan hon fortfarande älskar Pencho hyser hon känslor för Javier och vill inte se honom dödad. Javiers fader Domingo kommer och försöker förgäves övertala Pencho att glömma María. Just som duellen ska börja kommer bydoktorn Don Fulgencio. Han berättar för Domingo att Javier redan är döende i tuberkulos och att inget kan rädda hans liv. Javier inser det futtiga med duellen, försonas med María och Pencho och hjälper dem att fly.